# Jonava landskommun
Jonavos rajono savivaldybė är en kommun i Litauen.   Den ligger i länet Kaunas län, i den centrala delen av landet, 80 km nordväst om huvudstaden Vilnius. Antalet invånare är 44 481. Arean är 944 kvadratkilometer. Jonavos rajono savivaldybė gränsar till Kėdainių rajono savivaldybė, Ukmergės rajono savivaldybė, Шырвінцкі раён, Rejon koszedarski och Kauno rajono savivaldybė.
Terrängen i Jonavos rajono savivaldybė är platt.
Följande samhällen finns i Jonavos rajono savivaldybė:
- Rukla
- Liepiai